# Supercopa Ibérica feminina de Balonmano 2024
Die Supercopa Ibérica (spanisch) bzw. Supertaça Ibérica (portugiesisch) 2024 war die zweite Veranstaltung der Supercopa Ibérica. Bei dem von den Verbänden Real Federación Española de Balonmano (RFEBM) aus Spanien und Federação de Andebol de Portugal (FAP) aus Portugal veranstalteten Handballwettbewerb treten die jeweils zwei besten Mannschaften der Vorsaison an. Das Turnier wurde am 7. und 8. September 2024 in Maia ausgetragen. Super Amara Bera Bera gewann das Turnier.

## Teilnehmer
Super Amara Bera Bera war sowohl spanischer Meister der Spielzeit 2023/2024 als auch Pokalsieger 2024; Zweitplatzierter der Liga war Atticgo BM Elche. Meister der portugiesischen Liga wurde Sport Lisboa e Benfica, Madeira Andebol SAD gewann den Pokalwettbewerb.

## Spiele
Im Halbfinale traten die jeweiligen nationalen Meister gegen die Pokalsieger bzw. -finalisten des Nachbarlandes an. Die Sieger dieser beiden Spiele zogen ins Finale ein, die Verlierer ermittelten untereinander den dritten Platz des Turniers.

### Halbfinale
| 7. September 2024 12:00 Uhr | Sport Lisboa e Benfica                  | 26:27 n. S. (23:23)                       | Atticgo BM Elche                                  | Pavilhão Municipal da Maia, Maia Schiedsrichter: Francisco Alberto Silverio Belo Remigio, Fabio Daniel Anastacio Gonçalves |
| 7. September 2024 12:00 Uhr | meiste Tore: Alexandra Lutunu Shunu (5) | (14:13)                                   | meiste Tore: Carmen Prelchi, Paola Bernabé (je 5) | Pavilhão Municipal da Maia, Maia Schiedsrichter: Francisco Alberto Silverio Belo Remigio, Fabio Daniel Anastacio Gonçalves |
| 7. September 2024 12:00 Uhr | Strafen: 1× 2×                          | Spielbericht der RFEBM Spielbericht (PDF) | Strafen: 1× 4×                                    | Pavilhão Municipal da Maia, Maia Schiedsrichter: Francisco Alberto Silverio Belo Remigio, Fabio Daniel Anastacio Gonçalves |

| 7. September 2024 16:00 Uhr | Madeira Andebol SAD                   | 22:32                                     | Super Amara Bera Bera                                                                    | Pavilhão Municipal da Maia, Maia Schiedsrichter: Cesar Florêncio Da Silva Carvalho, Alberto Jorge Braga Ferreira Alves |
| 7. September 2024 16:00 Uhr | meiste Tore: Amanda Lemos Andrade (5) | (11:14)                                   | meiste Tore: Elba Álvarez, Laura Hernández, Maitane Etxeberria, Lyndie Tchaptchet (je 4) | Pavilhão Municipal da Maia, Maia Schiedsrichter: Cesar Florêncio Da Silva Carvalho, Alberto Jorge Braga Ferreira Alves |
| 7. September 2024 16:00 Uhr | Strafen: 1× 5×                        | Spielbericht der RFEBM Spielbericht (PDF) | Strafen: 1× 4×                                                                           | Pavilhão Municipal da Maia, Maia Schiedsrichter: Cesar Florêncio Da Silva Carvalho, Alberto Jorge Braga Ferreira Alves |

### Spiel um Platz 3
| 8. September 2024 12:00 Uhr | Sport Lisboa e Benfica | 30:31 n. S. (27:27)                     | Madeira Andebol SAD                   | Pavilhão Municipal da Maia, Maia |
| 8. September 2024 12:00 Uhr |                        | (14:11)                                 | meiste Tore: Amanda Lemos Andrade (9) | Pavilhão Municipal da Maia, Maia |
| 8. September 2024 12:00 Uhr | Strafen: 1× 4×         | Spielbericht der FAP Spielbericht (PDF) | Strafen: 1× 3×                        | Pavilhão Municipal da Maia, Maia |

### Spiel um Platz 1
| 8. September 2024 15:00 Uhr | Atticgo BM Elche               | 19:28                                     | Super Amara Bera Bera              | Pavilhão Municipal da Maia, Maia Schiedsrichter: Hugo Daniel Dias Xavier, Alexandre Martins Bragança |
| 8. September 2024 15:00 Uhr | meiste Tore: Zaira Benítez (5) | (10:13)                                   | meiste Tore: Eszter Ogonovszky (6) | Pavilhão Municipal da Maia, Maia Schiedsrichter: Hugo Daniel Dias Xavier, Alexandre Martins Bragança |
| 8. September 2024 15:00 Uhr | Strafen: 1× 4×                 | Spielbericht der RFEBM Spielbericht (PDF) | Strafen: 4× 1×                     | Pavilhão Municipal da Maia, Maia Schiedsrichter: Hugo Daniel Dias Xavier, Alexandre Martins Bragança |